# Hechtel-Eksel
Hechtel-Eksel (en limburguès Hechtel-Eksel) és un municipi belga de la província de Limburg a la regió de Flandes. Està compost per les seccions de Hechtel i Eksel.

## Evolució demogràfica des de 1977
Font: INS